# Орден Звезды Мохели
Орден Звезды Мохели (фр. Ordre de l'Étoile de Mohéli) — награда острова Мохели (Мвали), входящего в Союз Коморских Островов. Был учреждён в 1851 году в султанате Мохели.

## История
В 1851 году королева Джумб Фатима, правительница султаната Мохели (Мвали), учредила своим фирманом орден Звезды Мохели. После объявления в 1886 году острова протекторатом Франции, принц-регент Махамуд реорганизовал в 1888 году орден по примеру ордена Почётного легиона. В отличие от награды соседнего острова — ордена Звезды Анжуана, орден Звезды Мохели не был включён в систему колониальных наград Франции и фактически прекратил своё существование после аннексии в 1912 году острова Францией и объявления его колонией.
После обретения в 1975 году Коморскими островами независимости, наследники султанов Мохели пытались возродить орден, но не получили разрешения от центрального правительства Федеративной Исламской Республики Коморских Островов, в состав которой входил остров. Только после ряда сепаратистских кризисов на Коморах и приобретения островом Мохели широкой автономии в 2002 году вопрос о восстановлении ордена был вновь поднят.
Декретом от 23 июля 2003 года Президент автономного острова Мохели Мохамед Саид Фазул восстановил орден Звезды Мохели. 21 февраля 2005 года в Париже состоялась символическая церемония возрождения ордена — прямой потомок королевы Джумбы возложил знаки Большого креста ордена на президента Мохамеда Фазула. С этого времени орден Звезды Мохели является высшей почётной наградой острова Мохели. Главой ордена является Президент острова.

## Степени ордена
По примеру ордена Почётного легиона орден Звезды Мохели имеет пять классов:
Достоинства
 Кавалер Большого креста (фр. Grand'croix) — знак на широкой ленте через плечо и звезда на левой стороне груди;
 Великий офицер (фр. Grand officier) — знак на ленте, носимый на шее и звезда на левой стороне груди;
Степени
 Командор (фр. Commandeur) — знак на ленте, носимый на шее;
 Офицер (фр. Officier) — знак на ленте с розеткой, носимый на левой стороне груди;
 Кавалер (фр. Chevalier) — знак на ленте, носимый на левой стороне груди.

## Знаки ордена

### До 2006 года
Знак ордена представляет собой золотую шестиконечную звезду. В центре знака круглый медальон белой эмали. В центре медальона золотой полумесяц рогами вверх и шестиконечная звёздочка; вокруг них изначально помещалась надпись: «MARDJIANI / SULTAN DE MOHELI», позже заменённая на «MOHELI» (сверху). К верхнему лучу знака крепится золотой шар. Через шар проходит кольцо, посредством которого знак крепится к орденской ленте (знак командора подвешивается к венку из двух пальмовых ветвей, который через кольцо крепится к орденской ленте).
Звезда ордена — описание неизвестно.
Лента ордена красная с белыми полосами: одной узкой посередине и по одной широкой ближе к краям. К ленте офицера крепится розетка из такой же ленты.

### С 2006 года
В 2006 году знаки ордена были изменены:
Знак ордена представляет собой золотую шестиконечную звезду. Между лучами звезды выходит по пять остроконечных лучей — 3 красной и 2 белой эмали. В центре знака круглый посеребрённый медальон (знак кавалера серебряный, медальон позолоченный). В центре медальона золотой полумесяц рогами вверх и шестиконечная звёздочка; над ними надпись полукругом: «MOHELI».
Оборотная сторона знака идентична лицевой стороне, но надпись в медальоне — «MWALI».
Знак подвешивается к ажурному золотому полумесяцу рогами вверх, который через кольцо крепится к орденской ленте.
На полумесяц накладываются пятиконечные звёздочки красной эмали: у кавалера — одна, у офицера — две, у командора — три.
Звезда ордена представляет собой золотую шестиконечную звезду. Между лучами звезды выходит по 7 серебряных лучей. В центре звезды круглый серебряный медальон, в центре которого золотой полумесяц рогами вверх и шестиконечная звёздочка; над ними надпись полукругом: «MOHELI».
Лента ордена красная с белыми полосами: одной узкой посередине и по одной широкой ближе к краям. К ленте офицера крепится розетка из такой же ленты.